# Pablo Herreros
Pablo Herreros Ubalde (Torrelavega, 23 de marzo de 1976-Santander, 22 de diciembre de 2018) fue un primatólogo, sociólogo, antropólogo y divulgador científico español, especializado en primates. Herreros fue conferenciante, colaborador de programas de televisión y director y presentador del programa de La 2 Yo, mono, colaborador de varios medios de comunicación y autor de varios libros y blogs. Murió debido a un cáncer de pulmón, dos meses después de presentar su último libro, La Inteligencia emocional de los animales.

## Trayectoria profesional
Uno de sus trabajos más conocidos en la televisión fue su previamente mencionado programa de La 2, Yo mono. Como periodista especializado trabajó en el diario El Mundo y colaboró con varias revistas, como por ejemplo: Muy interesante, Revista Redes o National Geographic. Escribió varios libros sobre animales y dio conferencias y charlas didácticas. Además, fue profesor de máster en la Universidad de Cantabria, la Universidad Autónoma de Barcelona, Deusto Business School y la Universidad de Alcalá.
Por otro lado, ocupó cargos o colaboró activamente en varias instituciones como, por ejemplo, la Fundación Eduard Punset, Asepeyo o la Asociación Española de Coaching Profesional (AECOP).

### Las emociones de los animales
Herreros ha sido reconocido por sus investigaciones sobre las emociones y los sentimientos de los animales. El mismo Herreros se reconocía a sí mismo como admirador y seguidor de personalidades comprometidas con este tipo de trabajos, por ejemploː Jane Goodall, Marc Bekoff o Frans De Waal.